# José Häring
Dom Frei José Häring O.F.M., nascido Josef Häring (Gronau, 20 de dezembro de 1940 – Fortaleza, 24 de dezembro de 2023), foi um bispo católico alemão, 5º bispo da Diocese de Limoeiro do Norte.

## Estudos
Realizou seus primeiros anos de estudos em Nienborg (1949-1953). Cursou  o secundário em Bardel (1953-1961).
Estudou Filosofia em Olinda (1962-1964) e Teologia em Salvador (1964-1967).
Especializou-se em  Teologia e latim, em Bochum (1968-1971).

## Presbiterado
José Häring foi ordenado padre no dia 22 de julho de 1967, em Salvador.
Durante o presbiterado realizou as seguintes atividade:
- Professor e formador (1971-1983)
- Vigário cooperador em João Pessoa (1984-1985)
- Pároco e guardião em João Pessoa (1985-1991)
- Pároco em Aracaju (1991-2000)
- Guardião do Convento Santo Antônio, em  Aracaju (1995-2000)
- Definidor da Província Santo Antônio

## Episcopado
Frei José Häring foi nomeado bispo de Limoeiro do Norte pelo Papa João Paulo II, em 19 de janeiro de 2000.
Recebeu a ordenação episcopal no dia 20 de março de 2000, em Aracaju, das mãos de Dom José Palmeira Lessa, Dom Frei Martinho Lammers, OFM, e de Dom João Maria Messi, OSM.
Lema: Unidos na mesma Fé

### Atividades durante o episcopado
- Vice-Presidente do Regional Nordeste 1 da CNBB
- Presidente da CPP
- Responsável pelas Pastorais Sociais Regional Nordeste 1 da CNBB

## Sucessão
Dom José Häring foi o 5º bispo de Limoeiro do Norte, sucedeu a Dom Manuel Edmilson da Cruz.
Em 2017, o Papa Francisco aceitou a renúncia de D. José Häring, segundo as normas do direito canônico, em razão da sua idade. E nomeou como sucessor D. André Vital.

## Morte
Com problemas cardíacos, D. José Häring foi hospitalizado em situação grave em julho de 2023, no Hospital São Matheus em Fortaleza. Com dificuldades respiratórias, o bispo emérito foi internado em UTI em quadro de coma induzido. Faleceu na véspera de natal, aos 83 anos.